# Hrbovský vrch
Hrbovský vrch är en kulle i Tjeckien.   Den ligger i regionen Vysočina, i den centrala delen av landet, 140 km sydost om huvudstaden Prag. Toppen på Hrbovský vrch är 569 meter över havet, eller 62 meter över den omgivande terrängen. Bredden vid basen är 2,0 km.
Terrängen runt Hrbovský vrch är platt.Runt Hrbovský vrch är det ganska tätbefolkat, med 166 invånare per kvadratkilometer. Närmaste större samhälle är Třebíč, 17,2 km söder om Hrbovský vrch. Trakten runt Hrbovský vrch består till största delen av jordbruksmark.